# Филсборо

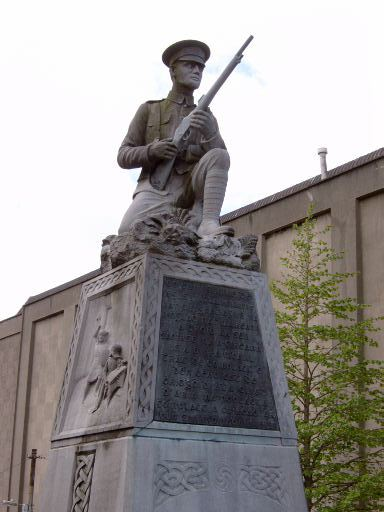
Памятник Ирландским добровольцам

Филсборо (англ. Phibsboro, также Phibsborough ; ирл. Baile Phib) — городской район Дублина в Ирландии, находится в административном графстве Дублин (провинция Ленстер).
Во время Пасхального восстания 1916 года здесь, на Мюнстер-стрит 34, жила семья де Валера. В детские годы на дороге Святого Петра, дом 7 жил два года Джеймс Джойс. В июле 1919 г. в Филсборо родилась английская писательница Айрис Мёрдок.